# بوبیان

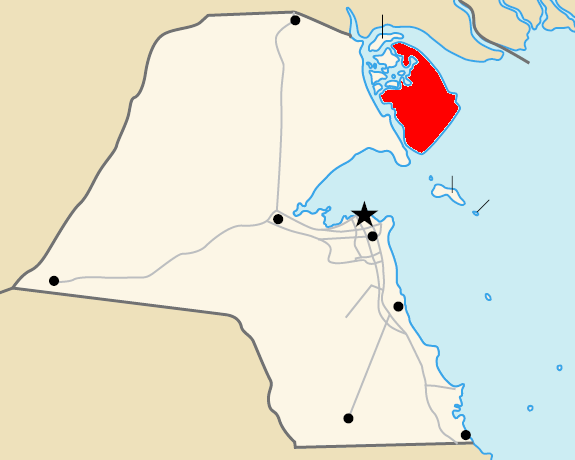
جزیره بوبیان (قرمز) در نقشه کویت

بوبیان بزرگ‌ترین جزیره کشور کویت و دومین جزیره بزرگ در خلیج فارس پس از قشم است. این جزیره در شمال خاوری کویت و شمال باختری خلیج فارس قرار گرفته و با پلی به خاک اصلی کویت پیوند دارد.
جزیره بوبیان غیرمسکونی است. ۶۰ درصد از این جزیره منطقه محافظت‌شده است. امروزه چندین پروژه برای ساخت بندر و فرودگاه و شهرک مسکونی در این جزیره جریان دارد. پروژه‌ای نیز وجود دارد که کویت، عراق، عربستان سعودی و ایران را با یک راه‌آهن که از این جزیره عبور خواهد کرد، به هم پیوند بدهد.
مساحت بوبیان ۸۶۳ کیلومترمربع و ۵٪ از مساحت کل کویت را دربر می‌گیرد. این جزیره اکثراً مسطح و پست است، باتلاق‌های نمکی بیشتر ساحل را در بر می‌گیرند. در مرکز جزیره چندین وادی وجود دارد. بوبیان از سمت شمال شرق توسط خور الزبیر از عراق جدا شده و از خاک اصلی کویت نیز از سمت جنوب غربی توسط خور صبیه جدا شده است. خور صبیه در انتهای شمالی جزیره بوبیان ادامه می‌یابد و آن را از جزیره وربه جدا می‌کند. غرب بوبیان به خور عبدالله محدود می‌شود.
بوبیان در جنوبی‌ترین نقطه خود (۵٫۴ کیلومتری شمال غرب راس البرشه) با یک پل بتنی بر روی خور صبیه به خاک اصلی کشور وصل شده است. این پل ۲٫۳۸ کیلومتر طول دارد و در سال‌های ۱۹۸۱–۱۹۸۳ ساخته شده و در فوریه ۱۹۸۳ افتتاح شده است. کاربرد این پل که فقط برای امور نظامی است.
در جریان جنگ ۱۹۹۱ خلیج فارس، چهار دهنه این پل نابود شد. این دهنه‌ها در سال ۱۹۹۹ بازسازی شدند. این جزیره از سال ۱۹۹۱ به یک پایگاه نظامی تبدیل شده و از آن زمان تاکنون همین حالت را دارد. در نوامبر ۱۹۹۴، عراق به‌طور رسمی مرز مشخص شده سازمان ملل با کویت را پذیرفت که در قطعنامه‌های ۶۸۷ شورای امنیت (۱۹۹۱) تعریف شده بود و رسماً ادعای قبلی خود بر جزیره بوبیان را پس گرفت.